# Dryader

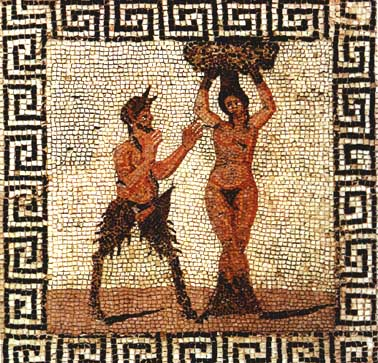
Pan och en hamadryad, mosaik funnen i Pompeji.

Dryader, trädnymfer, är i grekisk mytologi en grupp nymfer som lever i eller i närheten av träd. Ordet dryad kommer av grekiskans dryas vilket härleds ur drys "ek", "träd".

## I grekisk mytologi
Dryaderna är kvinnliga naturväsen som vistas i skogar och skogsdungar och värnar om hela skogen och allt inuti. Hamadryaderna begränsar sig till de enskilda träden. 
Trädnymferna var skogarnas och trädens skyddsgudinnor. De räknas inte till de odödliga men uppnår extremt hög ålder och lever exakt lika länge som skogen eller sitt träd och dör med dem.

## Dryader i populärkultur
- I Tolkiens "Sagan om ringen" finns dendroider som enter.
- Även ett folk från David Eddings fantasy-serier "Sagan om Belgarion" (eng. Belgariad) och "Sagan om Mallorea" (eng. Mallorean). De är kvinnor som lever i skogen, tar hand om träden och som inte vill att man eldar i deras skog.
- I Warcraft III är dryader nattalviska enheter som fungerar både som krigare och antimagiker.
- I C.S. Lewis Narnia finns dryader som är länkade till ett visst träd. Om trädet huggs ner så dör de.
- I bokserien Sagan om häxkarlen (The Witcher på engelska), samt även dess data spel och tv-serie finns också dryader.